# Kolej gondolowa Vrátna – Chleb

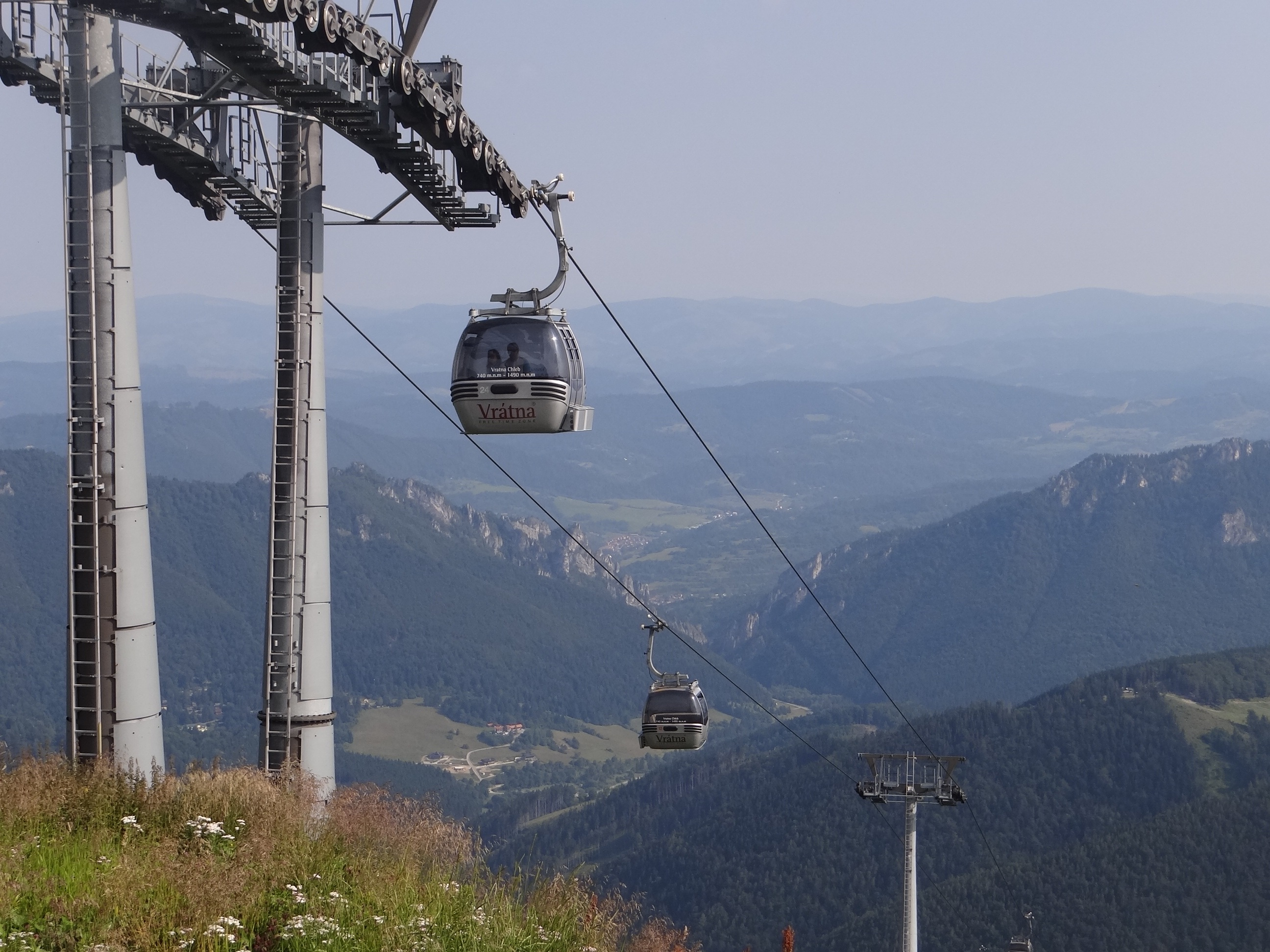
Kolejka Vrátna – Chleb

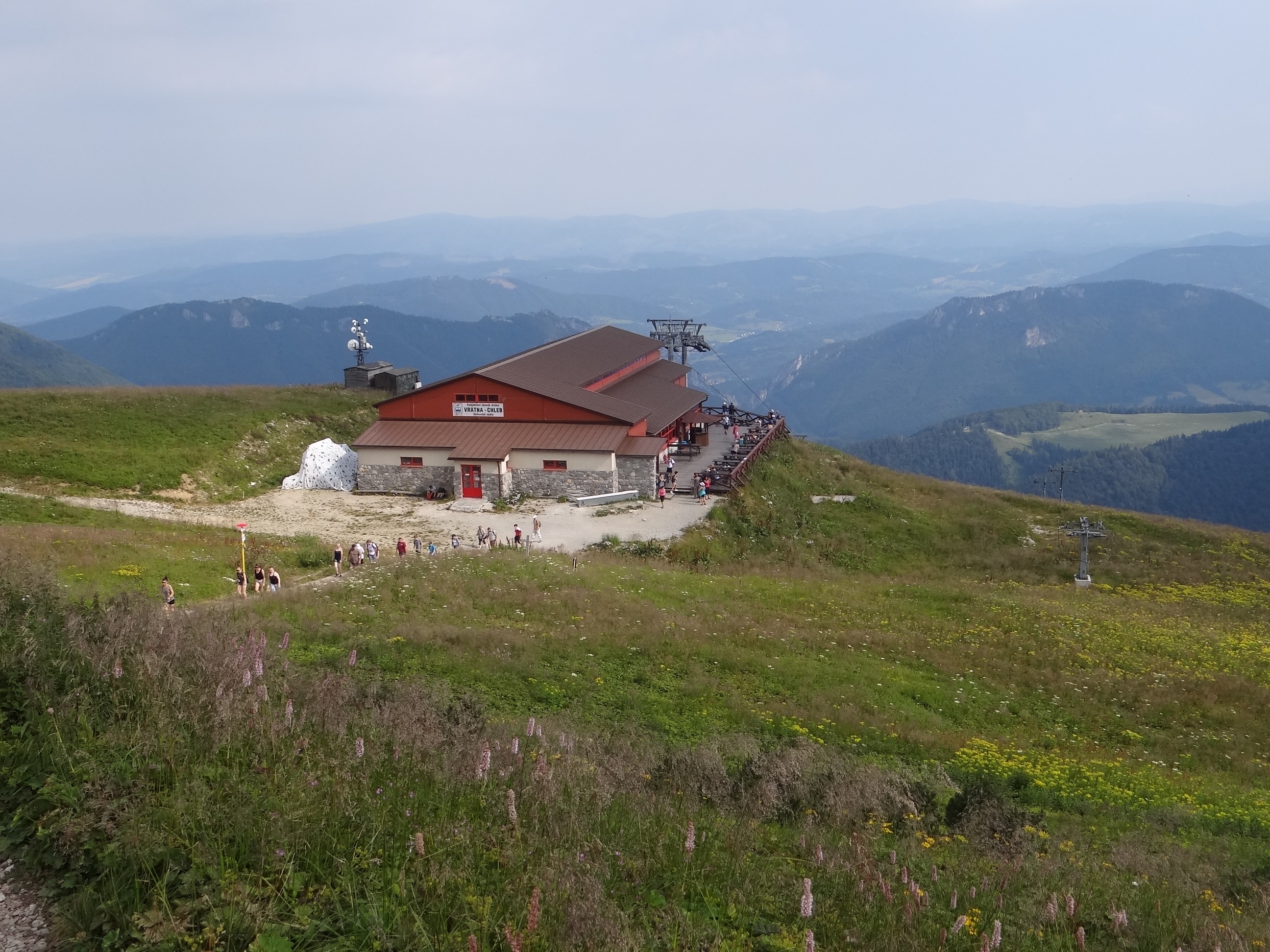
Górna stacja kolejki

Kolej gondolowa Vrátna – Chleb – całoroczna kolej gondolowa w Małej Fatrze Krywańskiej (część pasma górskiego Mała Fatra na Słowacji). Znajduje się w górnej części Vrátnej doliny, u podnóży szczytów Wielki Krywań (1709 m), Chleb (1646 m) i Hromové (1636 m). Z tarasu widokowego przy górnej stacji roztacza się szeroka panorama na Vratną dolinę. Nieco powyżej górnej stacji kolei znajduje się węzeł popularnych szlaków turystycznych prowadzących główną granią Małej Fatry. 
Kolej została zmodernizowana w 2005 roku. Jej dolna stacja znajduje się na wysokości 744 m przy hotelu „Chata Vratna”, górna (vytah Vrátna – Chleb) na wysokości 1494 m, kolej pokonuje różnicę wysokości 750 m. Wagoniki są 8-osobowe. Alternatywą jest piesze podejście szlakiem turystycznym wzdłuż trasy kolei; jego pokonanie zajmuje około dwóch godzin.
21 lipca 2014 roku, w wyniku intensywnych opadów deszczu i zejścia lawiny błotno-kamiennej dolna stacja została poważnie uszkodzona, co na dłuższy czas uniemożliwiło jej użytkowanie. 26 grudnia 2014 roku wznowiono działanie kolei.